# Kudzu (Pflanze)

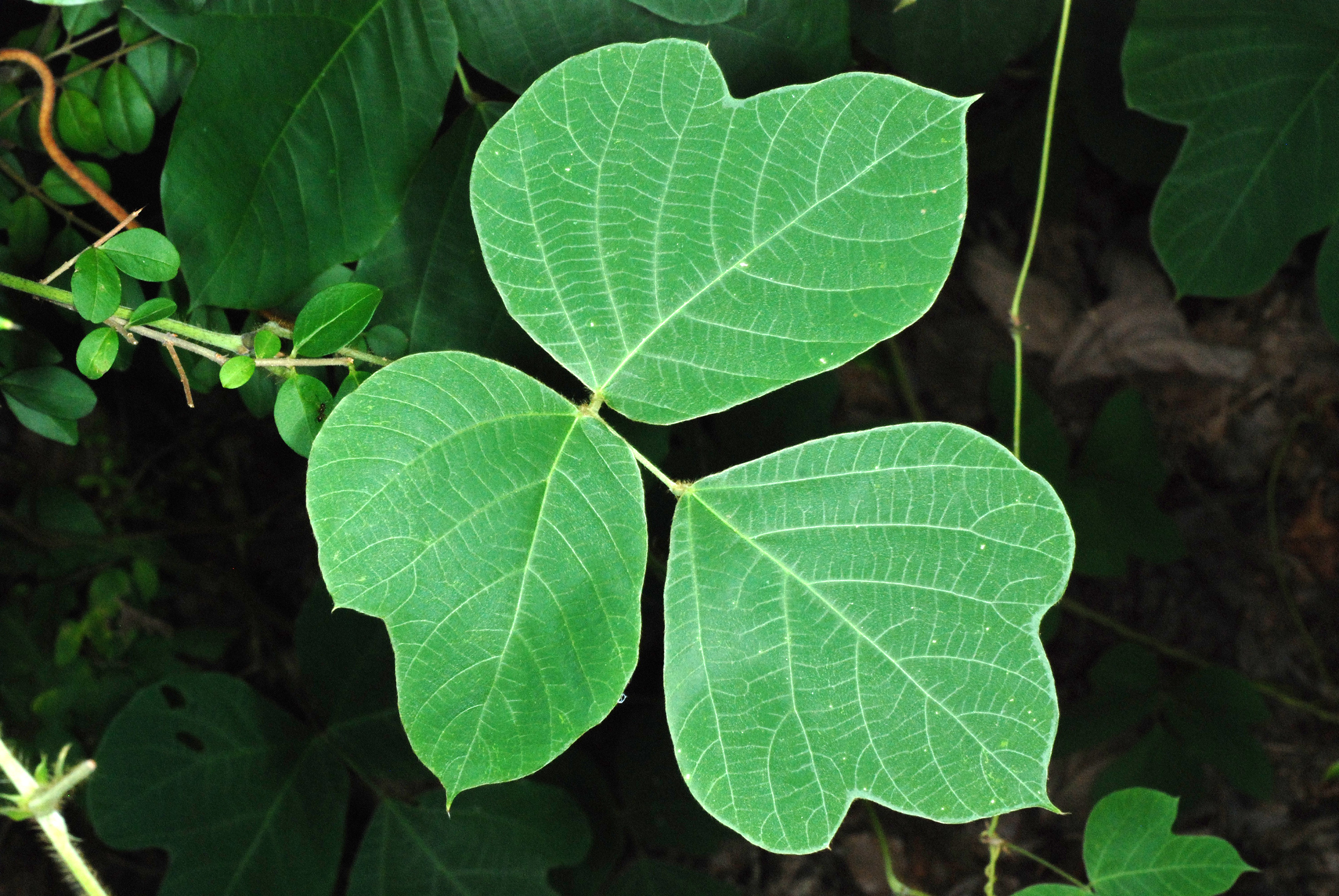
Gefiedertes Laubblatt; man sieht zwischen den drei kurz gestielten, zwei-, dreilappigen Blättchen die Rhachis

Kudzu (Pueraria montana), von japanisch kuzu (葛), ist eine Pflanzenart aus der Gattung Pueraria innerhalb der Familie der Hülsenfrüchtler (Fabaceae). Ihr ursprüngliches Verbreitungsgebiet liegt in Ostasien, China, Japan, Korea. In der Schweiz heißt sie auch Kopoubohne.

## Beschreibung

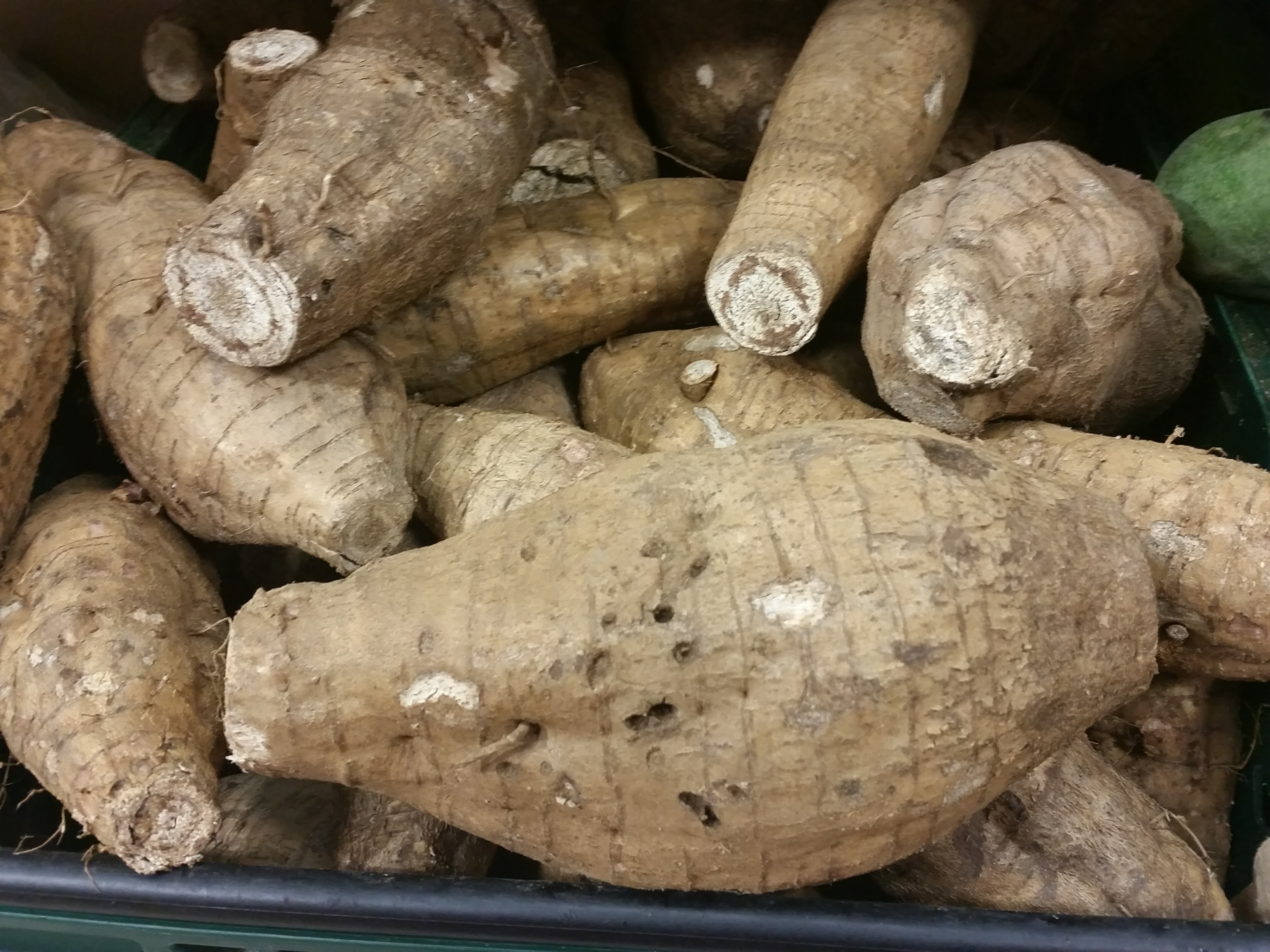
Wurzelknollen von Pueraria montana

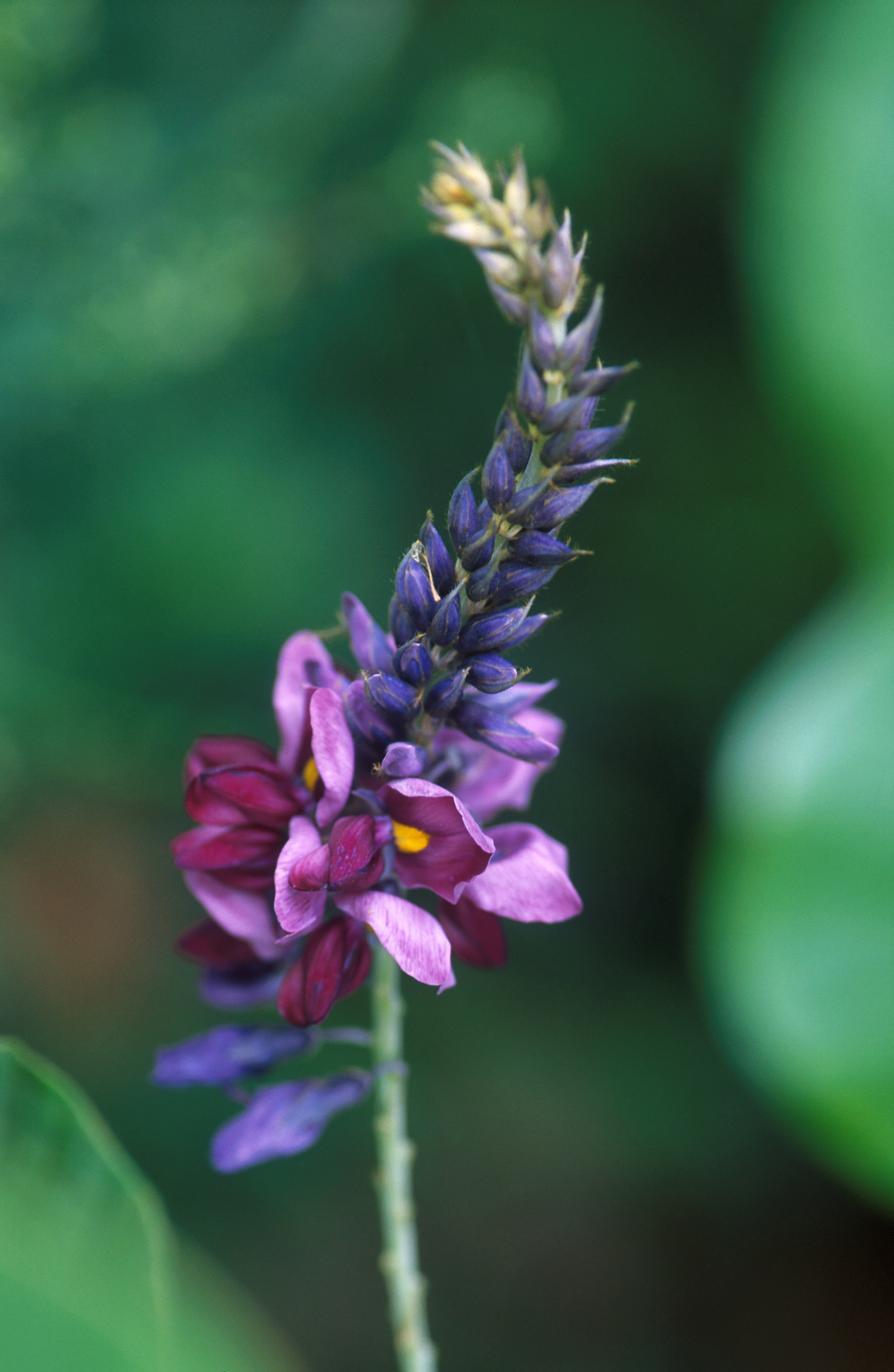
Blütenstand mit Schmetterlingsblüten

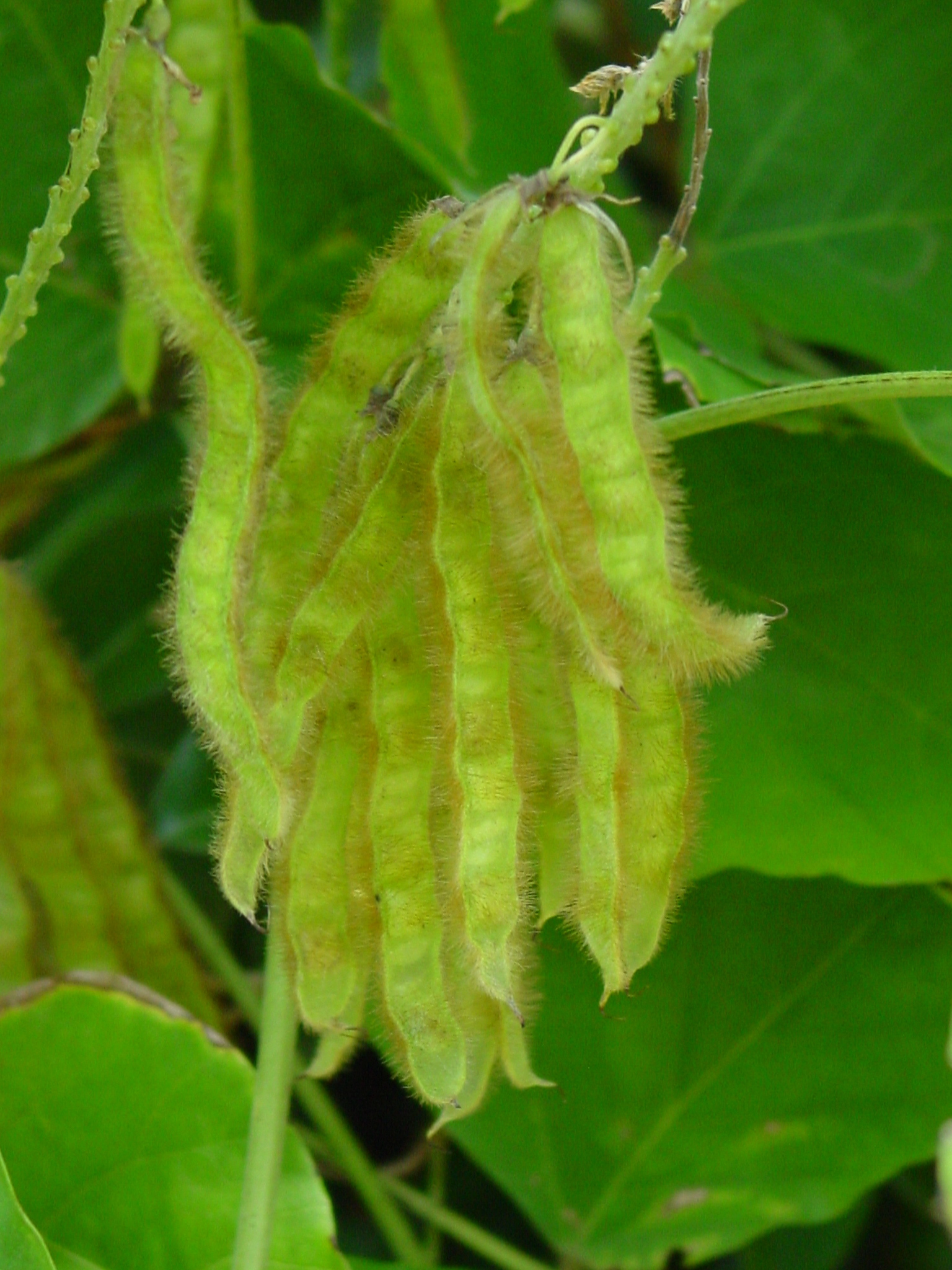
Behaarte Hülsenfrüchte

### Vegetative Merkmale
Pueraria montana ist eine robuste, linkswindende, kletternde, saisongrüne, ausdauernde, krautige Pflanze, die zum Teil an der Basis verholzt (Liane). Es werden Wurzelknollen als Überdauerungsorgane gebildet, die Längen von 2 Meter, Durchmesser von 18 bis 45 Zentimeter und ein Gewicht von 180 kg erreichen können. Die an den Blattansatzstellen wurzelnden, kletternden Sprossachsen sind behaart, wachsen bis zu 20 Meter pro Jahr und können eine Wuchshöhe von 30 Metern erreichen. Die oberirdischen Pflanzenteile sind gelblich, rau behaart bis grau-braun wollig behaart, im Alter verkahlend. Die Sprossachse erreicht Längen von 30 Metern bei einem Durchmesser von 0,6 bis 2,5, ausnahmsweise bis 10 Zentimeter.
Die wechselständigen und lang gestielten Laubblätter sind dreiteilig gefiedert (Die Blätter sind nicht dreizählig, weil hier eine bis 7 Zentimeter lange, behaarte Rhachis vorhanden ist). Der bis über 20 Zentimeter lange Blattstiel ist behaart, mit einem Pulvinus an der Basis. Die behaarten Blättchenstiele sind bis 1 Zentimeter lang. Die kurz gestielten Blättchen sind ganzrandig (im Schatten) bis 2–3-fach gelappt. Die Blättchen sind spitz bis zugespitzt, die Lappen sind teils bespitzt. Das Endblättchen ist bei einer Länge von 7 bis 15 (selten bis über 19) Zentimetern und einer Breite von 5 bis 12 (selten bis über 18) Zentimetern breit-eiförmig. Die beiden seitlichen Blättchen sind schief eiförmig und kleiner als das Endblättchen. Auf der Blattoberseite befinden sich angedrückte gelbliche Haare und die Unterseite ist dichter behaart. Die schildförmigen und schmal ei- bis pfeilförmigen Nebenblätter sind zugespitzt, sie sind grau bis gelblich behaart und gestreift. Die Nebenblättchen sind pfriemlich und meist länger wie die kurzen Blättchenstiele.

### Generative Merkmale
In China reicht die Blütezeit von Juli bis Oktober. In den achselständigen, 15 bis 30 cm langen, vielblütigen und traubigen Blütenständen stehen in jedem Knoten zwei oder drei Blüten zusammen. Die eilanzettlichen Tragblätter sind kürzer oder länger als die eiförmigen, weniger als 2 Millimeter langen Deckblätter. Es sind kurze, behaarte Blütenstiele vorhanden. Die 2 bis 2,5 cm großen, duftenden Blüten sind zygomorph, fünfzählig und zwittrig mit doppelter Blütenhülle. Die fünf zottig, gelb behaarten, purpur-violetten Kelchblätter sind 7 bis 20 Millimeter lang und die ungleichen, spitzen bis zugespitzten Kelchzipfel sind länger als der verwachsene, becherförmige Teil. Die fünf Kronblätter sind purpurfarben bis violett oder rötlich. Die Blütenkrone besitzt die typische Form der Schmetterlingsblüten. Die kurz genagelte Fahne ist bei einer Länge von 8 bis 18 Millimetern verkehrt-eiförmig und geöhrt sowie oft mit einem gelben oder grünen Fleck. Die Flügel sind sichelförmig und schmaler als das Schiffchen und besitzen an ihrer Basis linealische Öhrchen. Das Schiffchen ist sichelförmig-länglich mit sehr kleinen, spitzen Öhrchen. Von den zehn Staubfäden sind neun lange verwachsen, jedoch mit deutlich erkennbaren freien oberen Enden. Das einzige, längliche Fruchtblatt ist behaart.
Die braun, borstig behaarte, flache und ledrige, mehrsamige, geschnäbelte Hülsenfrucht am beständigen Kelch ist bei einer Länge von 4 bis 14 Zentimetern und einer Breite von 6 bis 13 Millimetern länglich. In China reifen die Früchte von Oktober bis Dezember. Die abgeflachten, kahlen und bräunlichen Samen sind leicht nierenförmig.

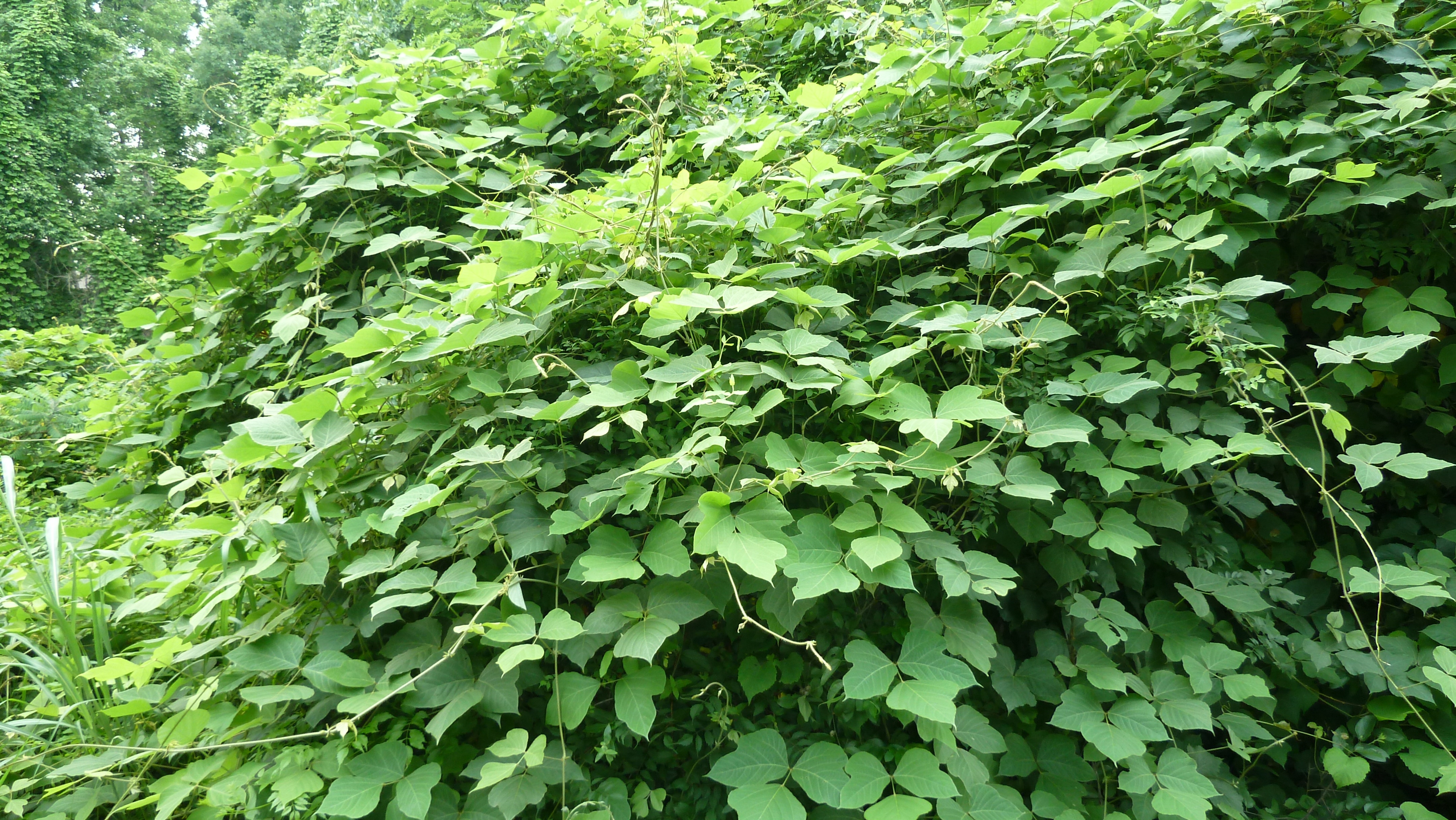
Die invasive Pflanze hat sehr gute Kletter- und Wachstumseigenschaften

## Verbreitung
Das natürliche Verbreitungsgebiet von Pueraria montana ist im östlichen Indien, in Myanmar, Indochina, China, Korea und Japan, bis Thailand, Malaysia, die Pazifischen Inseln und der Norden Australiens.
1876, zur Centennial Exhibition in Philadelphia, wurde Pueraria montana erstmals in die USA eingeführt. Von 1935 bis Mitte der 1950er Jahre wurden Landwirte im Süden der USA zum Anbau ermutigt, sowohl als Erosionsschutz auf landwirtschaftlichen Feldern, die durch die intensive Baumwollproduktion ausgelaugt waren, als auch als Futter für das Vieh. Heute ist Pueraria montana in allen Bundesstaaten im Südosten und in Oregon, Washington und Hawaii im Westen der USA verbreitet.
Auch in Panama, der Karibik und Sierra Leone in Afrika ist ein Auftreten von Pueraria montana beschrieben, in Mexiko tritt Pueraria montana var. lobata auf.
In Europa findet sich Kudzu an mehreren Wuchsorten in warmen Lagen am Lago Maggiore und am Lago di Lugano (Schweiz und Italien). Das  invasive Potenzial der Pflanze wurde weitgehend unterschätzt. Die Pflanze besiedelt Gärten, Straßenböschungen und Seeufer. Wo sie auftritt, erstickt sie ganze Bäume. Ihr Vorhandensein hat erhebliche negative Auswirkungen auf die Unterhaltungskosten der Infrastruktur, die Artenvielfalt und die Schutzfunktion des Waldes.

## Standortbedingungen
Kudzu gedeiht in Regionen mit milden Wintern (Wintertemperaturen von 4 bis 16 °C) und warmen Sommern (mehr als 27 °C) mit hohen Jahresniederschlägen von über 1000 Millimeter. Er gedeiht am besten auf tiefgründigen, lehmigen Böden, die nicht vernässt sind. Kudzu ist eine Lichtpflanze, wächst aber auch im Halbschatten aufgelichteter Wälder. Da sie, wie viele Leguminosen, Luftstickstoff fixieren kann, erreicht sie auch auf nährstoffarmen Böden gute Wuchsleistung. Die Laubblätter sind sehr frostempfindlich.
Die ökologischen Zeigerwerte nach Landolt et al. 2010 sind für Pueraria lobata in der Schweiz: Feuchtezahl F = 3 (mäßig feucht), Lichtzahl L = 3 (halbschattig), Reaktionszahl R = 3 (schwach sauer bis neutral), Temperaturzahl T = 5 (sehr warm-kollin), Nährstoffzahl N = 3 (mäßig nährstoffarm bis mäßig nährstoffreich), Kontinentalitätszahl K = 1 (ozeanisch).

## Natürliche Feinde

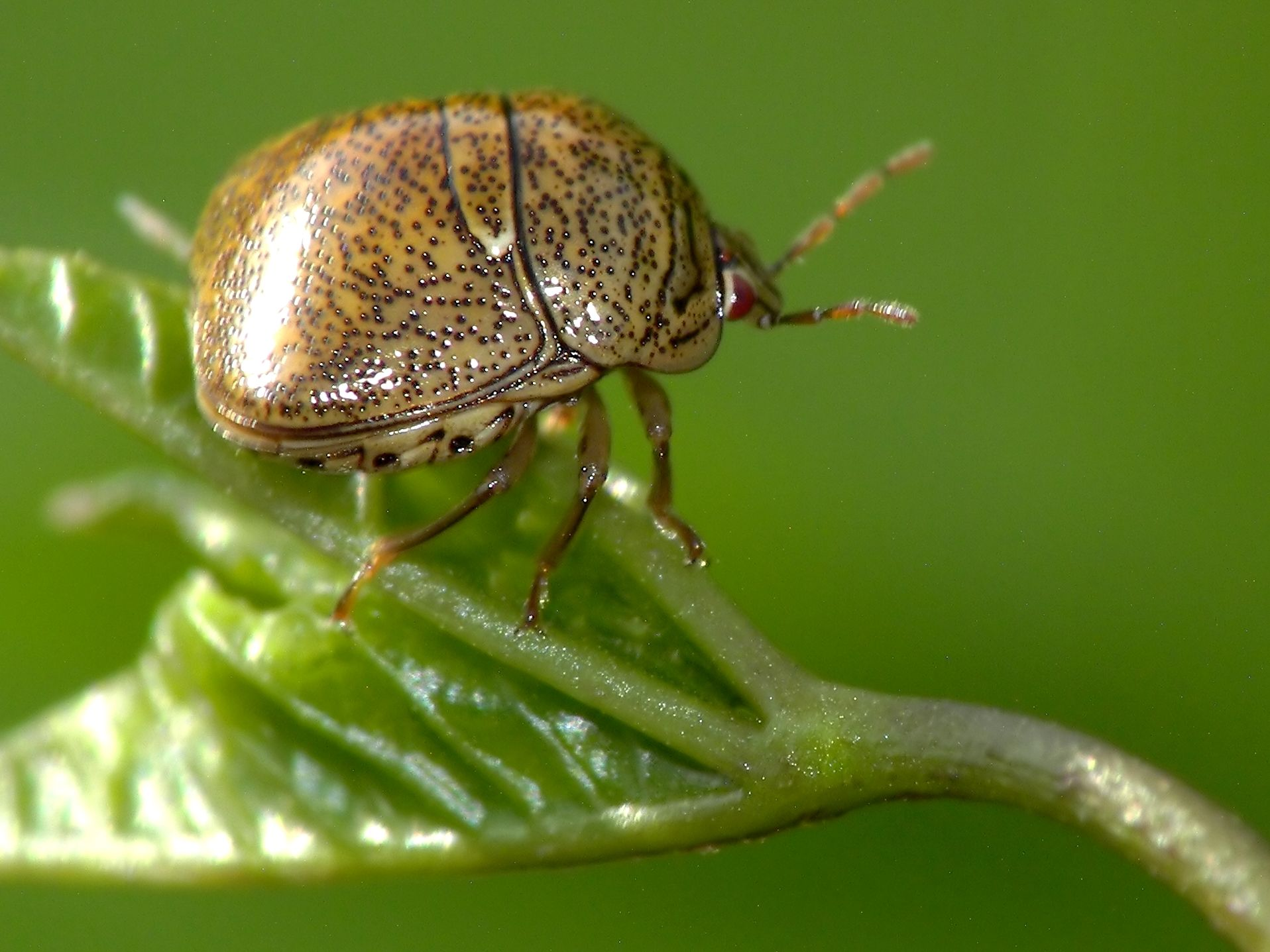
Megacopta cribraria

Die Wanzenart Megacopta cribraria ernährt sich neben zahlreichen anderen Pflanzen insbesondere von Kudzu. In dessen Feldern behindert sie zwar dessen Wachstum, da die Tiere vor allem aber auch in allen angrenzenden Nicht-Kudzu-Feldern, wie z. B. an Sojabohne, außerhalb der natürlichen Heimat ohne den Einsatz von Pflanzenschutzmitteln das Pflanzenwachstum stark beeinträchtigen, ist die Gefahr groß, dass sich dort wiederum Kudzu vermehrt ausbreitet. Der Kudzu selbst schützt sich vor allem durch seine große Regenerationsfläche und sein nährstoffspeicherndes Wurzelsystem. Megacopta cribraria spielte bis zum Jahr 2009 in den USA keine besondere Rolle, danach gab es jedoch eine regelrechte Invasion, die immer mehr Bundesstaaten im Südosten der USA erfasste. Bekanntheit erlangten die Wanzen vor allem dadurch, dass sie zeitweise in Massen auftreten und dann Schwärme der Insekten ganze Hauswände bedecken können.

## Systematik
Pueraria montana gehört in die Gattung Pueraria in der Subtribus Glycininae aus der Tribus Phaseoleae in der Unterfamilie der Faboideae innerhalb der Familie der Fabaceae.
Die Erstveröffentlichung erfolgte 1790 unter dem Namen (Basionym) Dolichos montanus durch João de Loureiro in Flora Cochinchinensis, Band 2, S. 440–441. Den Namen Pueraria montana hat sie 1935 von Elmer Drew Merrill in Transactions of the American Philosophical Society, new series, Band 24 (2), S. 210 erhalten.
Es gibt eine große Zahl von weiteren Synonymen. In europäischen Veröffentlichungen wird sie oft unter den Synonymen Pueraria lobata (Willd.) Ohwi bzw. Pueraria lobata (Willd.) Ohwi var. montana (Lour.) van der Maesen aufgeführt. Diese gehen auf einen Irrtum in der Gattungsrevision von L.J.G. van der Maesen zurück.
Von Pueraria montana (Lour.) Merr. werden oft, beispielsweise in der Flora of China 2010, drei Varietäten angegeben:
- Pueraria montana var. lobata (Willd.) Maesen & S.M.Almeida ex Sanjappa & Predeep (Syn.: Dolichos hirsutus Thunb., Dolichos lobatus Willd., Neustanthus chinensis Benth., Pachyrhizus thunbergianus Sieb. & Zucc., Pueraria hirsuta (Thunb.) Matsum., Pueraria lobata (Willd.) Ohwi, Pueraria lobata var. chinensis (Benth.) Ohwi, Pueraria pseudohirsuta Tang & F.T.Wang, Pueraria thunbergiana (Sieb. & Zucc.) Benth., Pueraria triloba (Houtt.) Makino): Sie hat mittelgroße Blüten, Blütenkrone 12 bis 20 Millimeter mit abstehender, brauner Behaarung, und mittelgroße bis große Früchte (5 bis 13 Zentimeter), die Blätter sind überwiegend dreiteilig, gelegentlich aber einige ungeteilt.[22]
- Pueraria montana var. montana (Syn.: Dolichos montanus Lour., Glycine javanica L., Pueraria lobata var. montana (Lour.) Maesen, Pueraria omeiensis F.T.Wang & Tang, Pueraria tonkinensis Gagnep.): Die Chromosomenzahl beträgt 2n = 22.[23]
- Pueraria montana var. thomsonii (Benth.) M.R.Almeida (Syn.: Pueraria lobata var. thomsonii (Benth.) Maesen, Pueraria montana var. chinensis auct., Pueraria thomsonii Benth.): Sie hat große Blüten (Corolla mindestens 18, meist mehr als 20 Millimeter) der Kelch mit anliegender grauer Behaarung, Früchte von 8 bis 13 Zentimeter Länge und immer dreiteilige Blätter. Die var. montana hat kleine Blüten (Blütenkrone 12 bis 15 Millimeter), einen Kelch mit kurzer, wolliger brauner Behaarung oder einen kahlen Kelch, Früchte von 4 bis 10 Zentimeter und überwiegend ungeteilte Blätter.[22]

Die Berechtigung der Varietät Pueraria montana var. lobata wurde von wenigen Taxonomen bezweifelt, sie gilt bei ihnen als Synonym der Typusvarietät. Die Varietät Pueraria montana var. thomsonii wird hingegen von wenigen, vor allem pharmakologischen, Bearbeitern in den Artrang erhoben. Beide wurden 2005 anhand der Inhaltsstoffe differenziert.

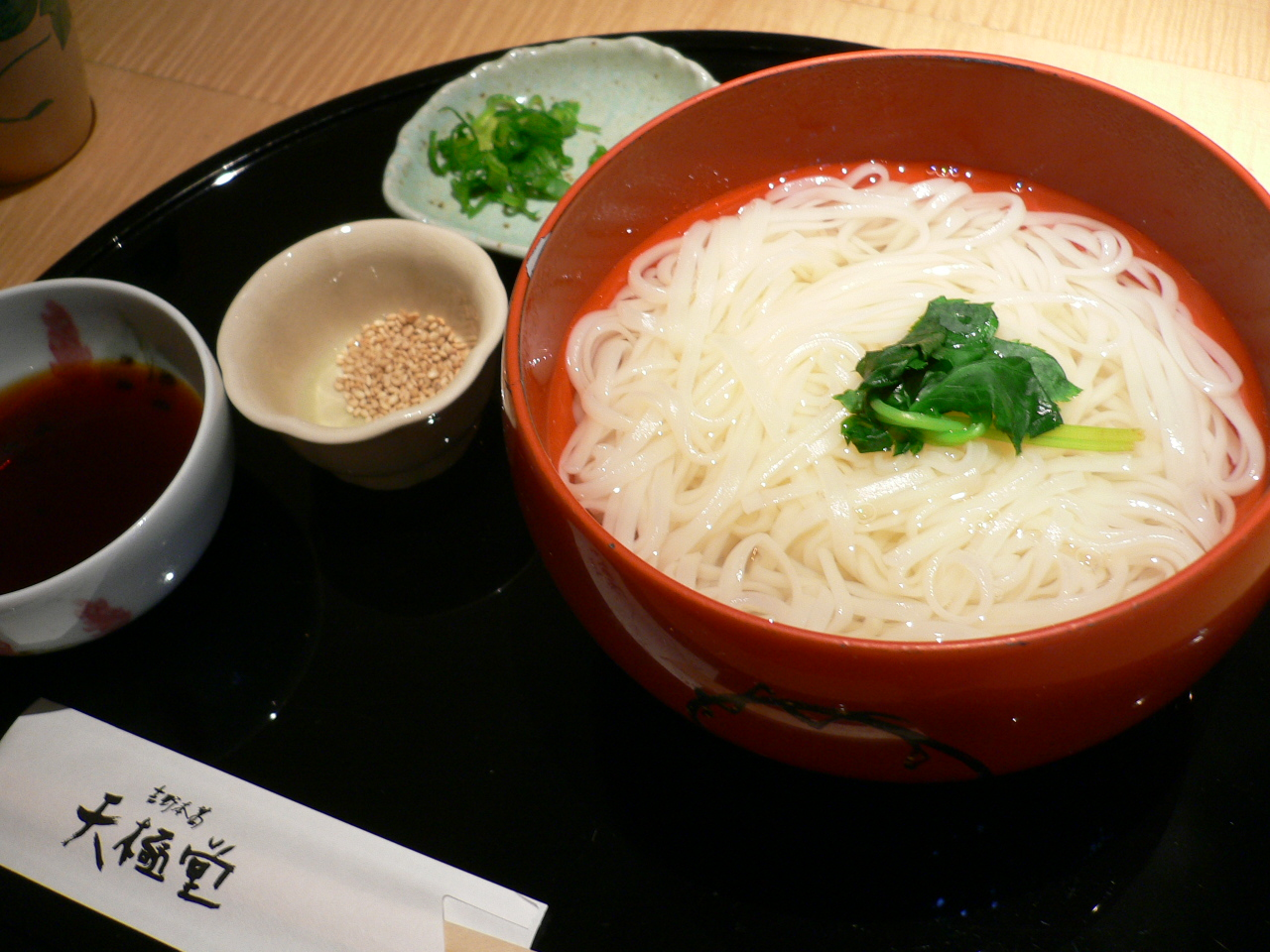
Nudeln aus Kudzu aus der Japanischen Küche

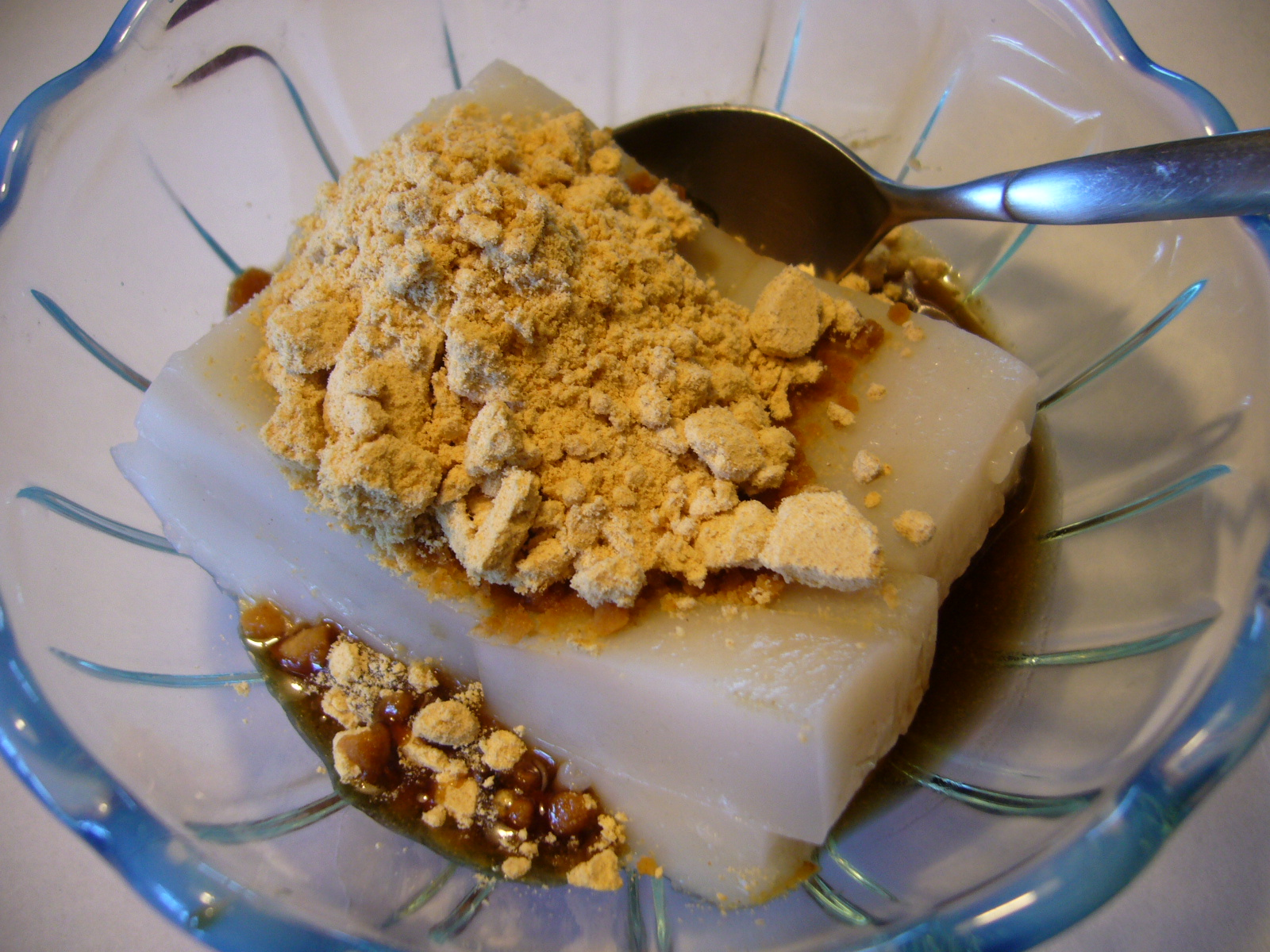
Kuchen aus Kudzu

## Nutzung
Auf pazifischen Inseln, besonders Neuguinea und Neukaledonien, wurde Pueraria montana „vor langer Zeit“ eingeführt und als Nahrungspflanze kultiviert. Sie wird hier aber heute nur noch als Notnahrung oder zu besonderen Anlässen verzehrt.
Eine Besonderheit von Pueraria montana ist ihr hoher Kalorienanteil, mehr als etwa Kartoffeln. Auch ihre Blätter sind essbar, was sie zu einem wichtigen Grundnahrungsmittel macht. Die Blätter eignen sich sehr gut als Weidefutter für Schafe und Ziegen.
In der Diskussion ist auch eine künftige Nutzung zur Bioethanolgewinnung. Es wird geschätzt, dass sich aus einem Hektar je nach klimatischen Bedingungen 1–9 Tonnen von vergärbaren Kohlenhydraten in Form von Glucose,
Saccharose und Stärke gewinnen lassen.
Die stärkereichen Wurzelknollen von Pueraria montana var. lobata werden gegart gegessen. Die Wurzelknollen können bis zu 1,8 Meter lang und 35 kg oder schwerer werden. Die Knollen enthalten bis zu 10 % Stärke, die extrahiert werden kann und beispielsweise als Bindemittel zum Andicken von z. B. Suppen verwendet wird. Die Gelierfähigkeit ist sehr groß, es wird auch gern mit Pfeilwurzmehl verwechselt, welches ebenfalls als geschmacksneutrales Bindemittel dient. Es wird wie Agar-Agar und Gelatine verwendet, auch werden Nudeln daraus hergestellt. Diese Wurzelknollen sind in Japan ein beliebtes Nahrungs- und Verdickungsmittel. Auch die Blüten werden gekocht oder sauer eingelegt gegessen. Stängel und Blätter werden roh oder gekocht verwendet und die frischen Blüten duften nach Vanille. Sehr nährstoffreich sind die frischen jungen Austriebe, die wie eine Mischung aus Bohnen und Erbsen schmecken.

### Inhaltsstoffe der Knollen
Die frische Wurzelknolle enthält je 100 g:
|                  | je 100 g |
| ---------------- | -------- |
| Energie          | 473 kJ   |
| Wasser           | 68,6 g   |
| Proteine         | 2,1 g    |
| Fette            | 0,1 g    |
| Kohlenhydrate    | 27,8 g   |
| Kalzium          | 15 mg    |
| Phosphor         | 18 mg    |
| Magnesium        | 0,6 mg   |
| Fasern und Asche | 2,1 g    |

### Medizinische Wirkung
Die medizinischen Wirkungen von Pueraria montana var. lobata wurden untersucht. Das in Pflanzenteilen enthaltene Daidzin deaktiviert das Enzym Aldehyd-Dehydrogenase 2 (ALDH-2) im menschlichen Körper, wodurch während der Alkoholeinnahme weniger Acetaldehyd abgebaut wird. Daher gilt Kudzu als wirksam gegen Alkoholsucht.

### Fasern
Die 2 bis 3 mm langen, festen Fasern aus dem Stängel werden beispielsweise zu Textilien und grünlichem, cremefarbenem Papier verarbeitet. Wie viele der Leguminosen mit ihren Knöllchenbakterien wird Pueraria montana var. lobata als Gründünger und Mulchpflanze angepflanzt; ihre Wurzeln reichen mit bis zu 1,8 Meter sehr tief.

### Nutzung als Nahrungsergänzungsmittel
Kudzuwurzel und Extrakte werden auch im deutschsprachigen Raum, vor allem im Internet, als Nahrungsergänzungsmittel angeboten. Die Pflanze wird dann gelegentlich als „Weltengrün“ oder „Kopoubohne“ bezeichnet. Grundlage ist die Nutzungstradition in Ostasien und dort in neuerer Zeit erzielte Forschungsergebnisse. Eine Studie des Bundesinstituts für Risikobewertung von 2012 kam u. a. zu folgenden Schlüssen: „Es liegen keine Berichte über schädliche Wirkungen des Wurzelpulvers von P. lobata bzw. der daraus hergestellten Extrakte ... vor. ... Mangels Daten sollten die Wurzeldroge von P. lobata und daraus hergestellte Extrakte vorsorglich nicht während der Schwangerschaft und Stillzeit eingenommen werden, ebenso sollten sie bis zum Vorliegen von weiteren Daten nicht von Kindern und auch nicht von Frauen in der postmenopausalen Phase verzehrt werden. ... Auf der Grundlage der vorliegenden wissenschaftlichen Daten sind gesundheitliche Risiken insbesondere bei längerfristigem Verzehr von P.-lobata-Wurzeln und deren Zubereitungen nicht auszuschließen.“ Ein Inverkehrbringen von Produkten aus Kudzuwurzel setzt nach der Novel-Food-Verordnung der EU eine Genehmigung voraus, die nur auf Antrag erteilt wird. Diese liegt bisher nicht vor. In einem Urteil vom 30. Januar 2014 hat deshalb das Oberlandesgericht Celle einem Anbieter untersagt, Kudzu-Kapseln anzubieten. Diese Rechtslage gilt auch für alle anderen Anbieter.

### Nutzungsgeschichte
In China wird Kudzu seit der Jungsteinzeit genutzt. In einer archäologischen Ausgrabung in den Caoxie Bergen, Provinz Jiangsu, wurden Textilreste aus Kudzu-Fasern mit einem geschätzten Alter von 6.000 Jahren ausgegraben. Gemeinsam mit Ramie (Boehmeria nivea) und Seide war Kudzu bis zum 20. Jahrhundert eine der wichtigsten Quellen für Fasern in China. Die Nutzung der stärkehaltigen Wurzelknollen ist durch schriftliche Quellen seit dem frühen Mittelalter belegt, es wurden spezielle Sorten für diesen Zweck gezüchtet. Im Shennong ben cao jing (etwa zwischen 200 v. Chr. und 300 n. Chr.) wird außerdem die Verwendung als Heilpflanze erwähnt.

## Invasivität und Kontrolle
Kudzu gehört gemäß IUCN weltweit zu den 100 aggressivsten invasiven Neophyten. In wenigen Jahren kann die Pflanzenart unter günstigen Standortbedingungen eine existierende Vegetation komplett überdecken und zerstören. In den USA ursprünglich als Erosionsschutz angepflanzt, werden die wirtschaftlichen Schäden mittlerweile auf bis über eine halbe Milliarde Dollar pro Jahr geschätzt.
Zur Beseitigung von Pueraria montana muss das Wurzelsystem zerstört werden. Sorgfältiges Reinigen der Fahrzeuge und Arbeitsgeräte ist notwendig, da anhaftende Pflanzenteile sonst wieder ausgebracht werden und neu austreiben können. Ein Ausgraben ist wegen der großen Wurzelknollen schwierig und am besten für begrenzte Flächen geeignet. Die Beweidung durch Rinder, Ziegen oder Schweine über mehrere Jahre oder das wiederholte Mähen kann durch den Verlust der Blätter und der darauf folgenden Auszehrung des Wurzelsystems zur Eliminierung von Beständen führen. Eine spezifische und effektive mechanischen Bekämpfungsmethode ist das Schneiden der Pflanze unterhalb des Wurzelhalses. Dadurch und mit regelmäßigen Nachkontrollen kann die Pflanze eliminiert werden. Ein sehr frühes Eingreifen erhöht die Erfolgsquote. Eine Bekämpfung durch Herbizide ist ebenfalls möglich. Die mechanische Bekämpfung ist der chemischen vorzuziehen, da sie nicht durch gesetzliche Vorgaben eingeschränkt ist und keine negativen Nebenwirkungen auf die Umwelt hat. Biologischer Pflanzenschutz wird untersucht, allerdings fressen einige Insekten, die zur Bekämpfung in Frage kommen, auch an Nutzpflanzen.
Kudzu ist 2016 in die „Liste der unerwünschten Spezies“ für die Europäische Union aufgenommen worden. Auch in der Schwarzen Liste der gebietsfremden invasiven Pflanzen der Schweiz ist sie enthalten.